# 11947 Kimclijsters
A 11947 Kimclijsters (ideiglenes jelöléssel 1993 PK7) egy kisbolygó a Naprendszerben. Eric Walter Elst fedezte fel 1993. augusztus 15-én.
Nevét Kim Clijsters (1983) belga teniszezőnő után kapta.